# Gesio Floro
Gesio Floro (en latín: Gessius Florus) fue el procurador romano de Judea entre los años 64 y 66. Era natural de Clazómenas en la provincia romana de Asia (actualmente en la provincia de Esmirna en Turquía). Fue designado procurador por el emperador Nerón, para sustituir a Luceyo Albino. En esta decisión influyó la amistad de la esposa de Gesio Floro con Popea Sabina, la esposa de Nerón. Se considera que su avaricia, falta de equidad, incompetencia, y falta de escrúpulos fueron en parte una de las causas que motivaron los disturbios de Jerusalén que desencadenaron la primera guerra judeo-romana.

## Carrera política
Gesio Floro fue designado procurador por el emperador Nerón, para sustituir a Luceyo Albino, decisión en la que influyó la amistad de su esposa con la emperatriz Popea Sabina.
Al tomar posesión de su cargo en Cesarea, aplicó la política de favorecer a la población griega local, en detrimento de los habitantes judíos. En una ocasión los sacerdotes judíos estaban realizando el culto, y un griego sacrificó varias aves sobre un recipiente de barro a la entrada de la sinagoga, un acto que hacía que el edificio quedara ritualmente impuro. En respuesta a esta acción, los judíos solicitaron una audiencia con Gesio Floro para pedir una reparación. A pesar de aceptar un pago de ocho talentos para escuchar el caso, Floro se negó a oír las quejas de los judíos y mandó encarcelar a los peticionarios. 
En otra ocasión ordenó retirar diecisiete talentos del tesoro del Templo de Jerusalén, afirmando que el dinero era para el Emperador. En respuesta a esta acción, se produjeron disturbios y Floro reaccionó enviando tropas a Jerusalén con la finalidad de arrestar a los líderes de la revuelta, los cuales tras ser detenidos fueron azotados y crucificados, a pesar de que muchos de ellos eran ciudadanos romanos. Tras el estallido de la Gran Revuelta Judía del año 66, fue reemplazado como procurador por Marco Antonio Juliano.